# Église Saint-Michel de Barbazan
Pour les articles homonymes, voir Église Saint-Michel.
L'église Saint-Michel de Barbazan est une église catholique située à Barbazan, dans le département français de la Haute-Garonne en France.

## Historique
L'église a été construite entre 1783 et 1787 sur la demande du seigneur de Barbazan, Messire Jean-Jacques d'Astorg. Il y a deux cloches, la plus grosse appelée Anaïs date de 1889, et une autre sans nom plus ancienne datant de 1853 où figure la Vierge Marie. Les cloches ne sont pas d'origine.
L'église est intégrée aux autres maisons.
L'église a été fermée de juin 2007 à juin 2008 pour rénovation extérieure et intérieure.
À l'intérieur, les œuvres d'art ont aussi été restaurées, elles ont été inscrites à l'inventaire des monuments historiques depuis 2006,.

## Description

### Extérieur
Le clocher abrite une colonie de chauve-souris (petits rhinolophes) protégée et suivie par le Conservatoire des espaces naturels de Midi-Pyrénées.
Au-dessus du porche, une plaque avec l'inscription en latin : "Domus mea, Domus orationis" signifiant "Ma maison est une maison de prière".

### Intérieur
Le plancher chauffant est installé sous les chaises.
Sont inscrits à l'inventaire des monuments historiques :
- La Vierge à l'Enfant date des XVIIe – XVIIIe siècle, et le ciborium de l'ancien maître-autel date du XIXe siècle[3].

- Les deux lustres datent des XVIIe, XVIIIe ou XIXe siècle[4].
- Les quatorze estampes du chemin de croix datent du XIXe siècle[5].
- Les huit luminaires d'applique datent des XVIIe, XVIIIe ou XIXe siècle[6].
- Le Christ en croix date du XVe, début du XVIe siècle[7].

#### Lechœur
Sont inscrits à l'inventaire des monuments historiques :
- Le maître-autel, le retable, le tableau représentant la crucifixion, les deux bas-reliefs représentant l'agonie de Jésus et la flagellation, les trois statuettes de saint Michel, la Vierge à l'enfant, un saint évêque (saint Bertrand ?) datent des XVIIe – XVIIIe siècle, ils sont inscrits à l'inventaire des monuments historiques[8].

#### Chapelle de laVierge Marie
Le retable et l'autel datent des XVIIe – XVIIIe siècle. Une pièta est représenté sur le fronton du retable, le fronton est inscrit à l'inventaire des monuments historiques.
La statue de saint Antoine de Padoue est en attente de restauration.

## Galerie

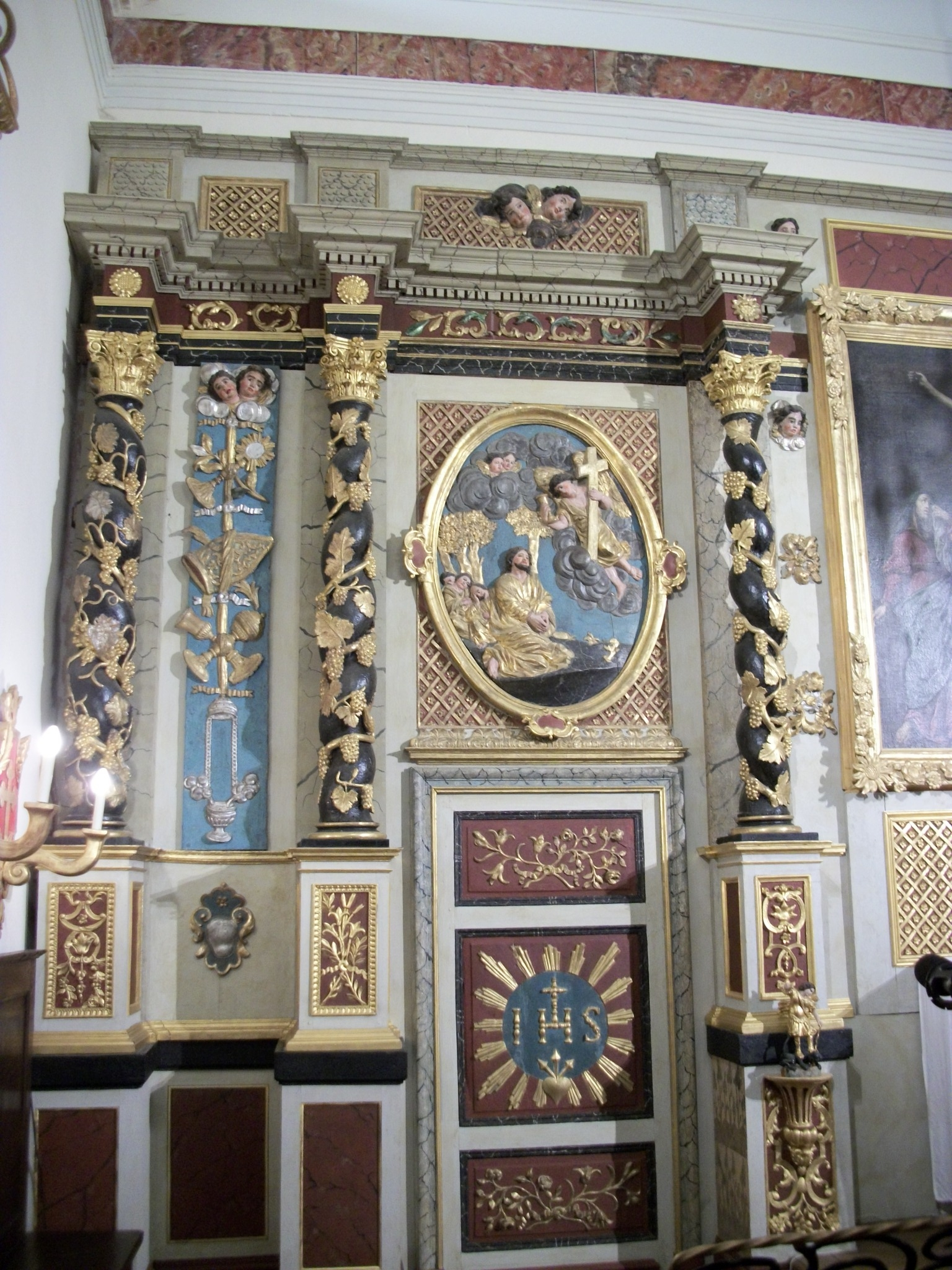
Bas-relief du retable représentant l'agonie de Jésus à Gethsemani.
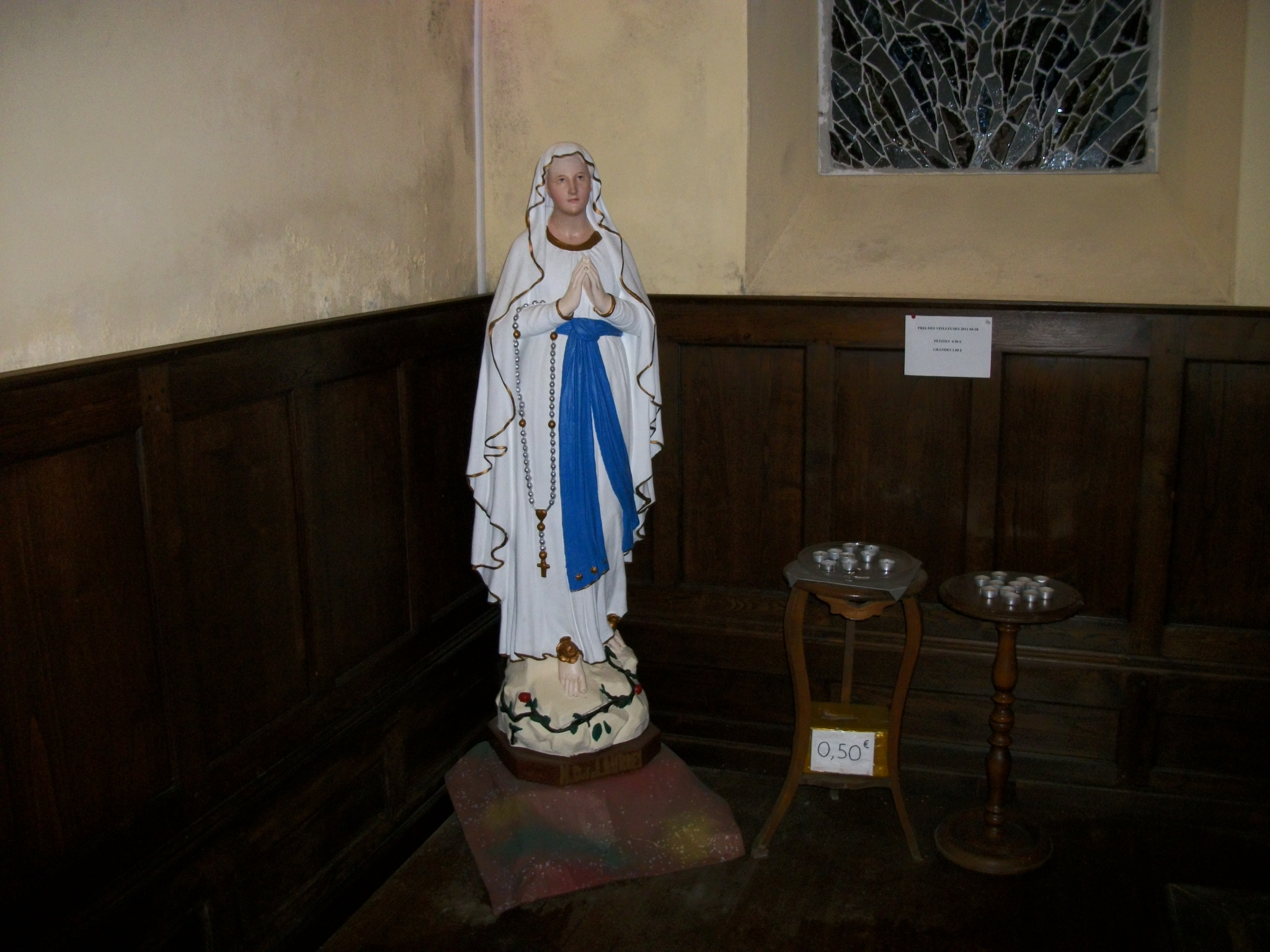
Statue de Notre-Dame de Lourdes.
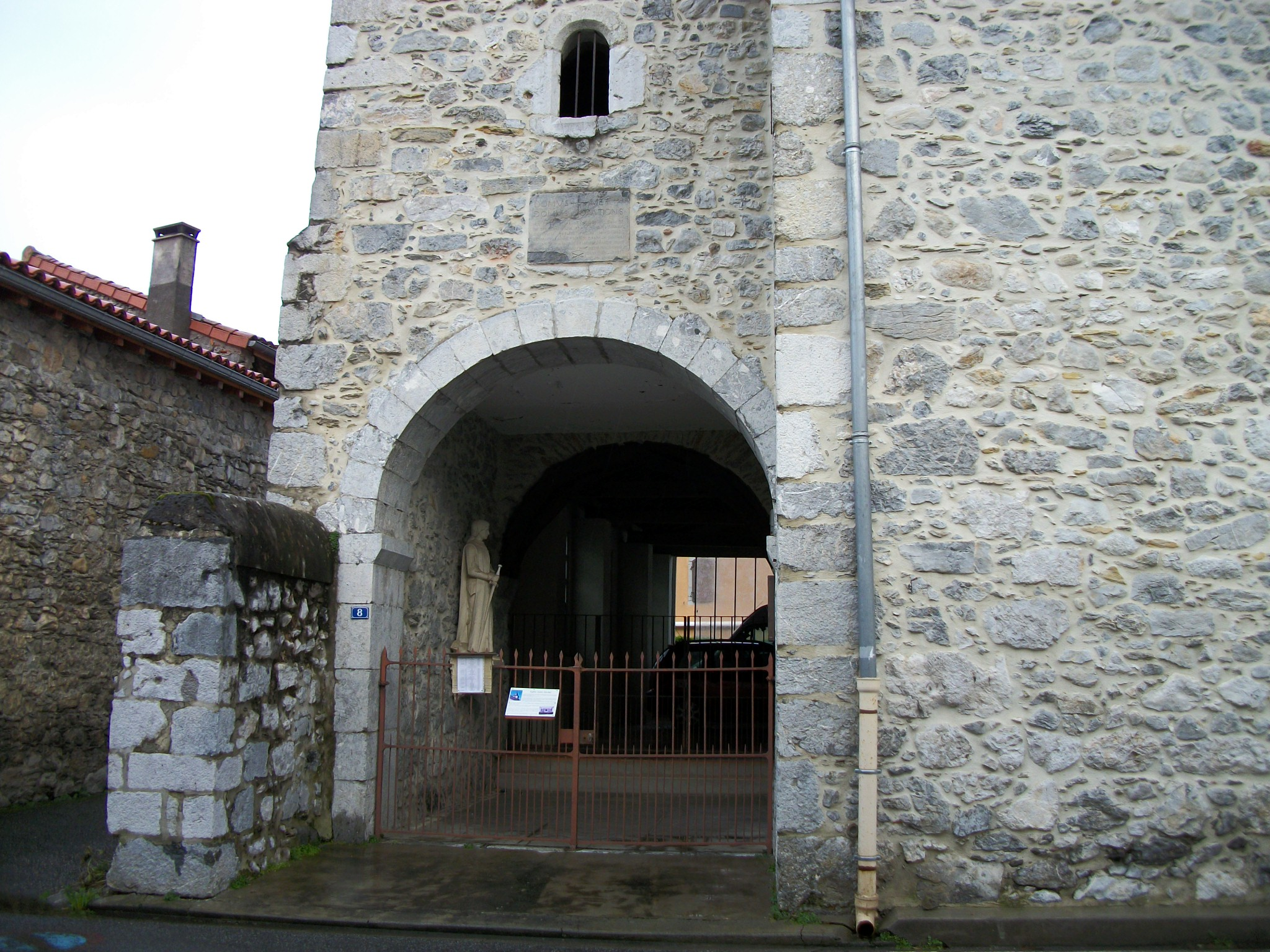
Le porche